# شزندرة إسفينية المئبر
شزندرة إسفينية المئبر (الاسم العلمي:Schisandra sphenanthera) هي نوع من النباتات يتبع جنس الشزندرة من الفصيلة الشزندرية. تم وصف هذا النوع من النبات علمياً لأول مرة من قبل أرنست هنري ويلسون وألفرد ريدر سنة 1913.

## الموائل
يتواجد هذا النبات في الغابات الغنية.وفي الأجمات ذات الأماكن الرطبة على المنحدرات ارتفاع 600 - 3000 متر.

## نطاق الإنتشار
في شرق آسيا - جنوب وغرب الصين.